# ブルーノ・ゴンサウヴェス・ジ・ジェズス
ブルーノ・ゴンサウヴェス（Bruno Gonçalves）あるいはブルニーニョ（Bruninho）ことブルーノ・ゴンサウヴェス・ジ・ジェズス（ポルトガル語: Bruno Gonçalves de Jesus、2003年3月14日 - ）は、ブラジルのサッカー選手。ポジションはFW。
ガーディアンのネクスト・ジェネレーション2020に選出された。

## クラブ歴
レッドブル・ブラジルの下部組織出身。2020年2月28日に行われたカンピオナート・パウリスタ・セグンダ・ディヴィソンでクリスチアーノに代わって途中出場し選手初出場。その後CAブラガンチーノがレッドブル・ブラガンチーノとなると、2021年8月14日にカンピオナート・ブラジレイロ・セリエAでアレランドロに代わって途中出場し全国選手権初出場となった。

## 代表歴
2019年にU-16代表として初出場を果たした。